# Rosto
El rosto o salçalı biftek (bistec amb salsa) és un plat de carn vermella de la cuina turca. La carn passa per la graella, o es fregeix a la paella, després es cobreix amb la salsa de tomàquet i es cuina una mica més a l'olla o al forn. La salsa es fa amb puré de tomàquet, farina i aigua. Aquest menjar gairebé sempre es fa amb carn de vedella i generalment és servit acompanyat amb puré de patates.